# ホセ・マヌエル・フローレス・モレノ
チコ・フローレス（Chico Flores）ことホセ・マヌエル・フローレス・モレノ（José Manuel Flores Moreno、1987年3月6日 - ）は、スペイン、カディス出身の元サッカー選手。現役時代のポジションはディフェンダー。

## 経歴
地元のクラブチームであるカディスCFのリザーブチーム（カディスCF B）でプロキャリアをスタートさせる。その後トップチームへと籍を移し、3試合に出場した。
2007年から2つのクラブにレンタル移籍に出される。FCバルセロナ・アトレティックではジョゼップ・グアルディオラ監督の下セグンダ・ディビシオンB昇格に貢献した。その後、地元カディスと同じアンダルシア州にあるUDアルメリアへ移籍した。
2010年7月、ジェノアCFCに移籍した。2011-12シーズンはRCDマヨルカにレンタルで移籍した。
2012年7月10日、スウォンジー・シティAFCに移籍した。
2014年8月9日、レフウィヤSCに移籍した。
2017年9月、グラナダCFに移籍した。
2018年6月28日、FCルビン・カザンに移籍した。
2019年7月16日、CFフエンラブラダに移籍した。

## 代表歴
2008年10月にスペイン代表U-21に初招集される。2009年6月にスウェーデンで行われたUEFA U-21欧州選手権2009に出場した。

## タイトル
スウォンジー・シティAFC
- フットボールリーグカップ 2012-13

レフウィヤSC
- カタール・スターズリーグ 2014-15, 2016-17
- シェイク・ジャシムカップ 2015, 2016
- カタールカップ 2015
- アミール・カップ 2016